# Lurukina
Lurukina (gr. Λoυρoυκivα, tur. Akıncılar) – wieś na Cyprze, w dystrykcie Nikozja.